# خيرية قاسمية
خيرية قاسمية (ولدت في 1936 في حيفا بفلسطين – توفيت في 5 أغسطس 2014 في دمشق) هي كاتبة ومؤرخة وباحثة فلسطينية راحلة. ولدت في حيفا في خضم الثورة الفلسطينية الكبرى، ثم لجأت مع عائلتها إلى دمشق عام 1948. حصلت على درجة الدكتوراه في تاريخ العرب الحديث والمعاصر عام 1975 من جامعة القاهرة. وعملت مستشارة في قسم الوثائق في مركز الأبحاث الفلسطيني ببيروت، ومحاضرة في معهد البحوث والدراسات العربية بالقاهرة، وأستاذة في قسم التاريخ بكلية الآداب جامعة دمشق، كما كانت عضوة لجنة كتابة تاريخ العرب بالجامعة ذاتها.

## حياتها العملية

### المناصب العلمية
- أستاذة التاريخ الحديث والمعاصر في جامعة دمشق منذ 1972.
- أستاذ زائر: جامعة الملك سعود، الرياض، المملكة العربية السعودية، 1995–1998.
- أستاذ زائر: مركز دراسات الشرق الأدنى، جامعة برنستون، الولايات المتحدة الأمريكية، 1993–1994.
- أستاذ زائر: مركز دراسات الشرق الأوسط، جامعة شكاغو، الولايات المتحدة الأمريكية 1989–1990.
- أستاذ زائر: قسم التاريخ وقسم الأنتروبولوجيا، جامعة نوتردام، الولايات المتحدة الأمريكية، 1983–1984.
- أستاذ زائر: معهد البحوث والدراسات العربية (الكسو)، جامعة الدول العربية، القاهرة، 1976–1979.
- مستشارة الوثائق التاريخية: مركز الأبحاث الفلسطيني، بيروت، لبنان، 1972–1976.

## مؤلفاتها
- العلم الفلسطيني، 1970.[3]
- يهود البلاد العربية، مع د. علي إبراهيم عبده، مركز الأبحاث، بيروت، 1971.[6]
- الحكومية العربية في دمشق (1918-1920)، بيروت، 1971.[7]
- النشاط الصهيوني في المشرق العربي وصداه (1908-1918)، 1973.
- أحمد الشقيري، زعيماً فلسطينياً ورائداً عربياً، 1987.[8]
- عوني عبد الهادي، أوراق خاصة، بيروت.[9]
- المستوطنات الإسرائيلية في الأراضي العربي المحتلة منذ عام 1967، بالاشتراك، الهيئة العامة للكتاب، القاهرة، 1978.
- الصراع العربي الإسرائيلي في خرائط، معهد البحوث والدراسات العربية، القاهرة، 1979.
- المذكرات والسير الذاتية الفلسطينية، الموسوعة الفلسطينية، 1990.
- الرعيل العربي الأول؛ حياة وأوراق نبيه وعادل العظمة، 1991.[3]
- الحكومة العربية في دمشق بين 1918-1920 (كتاب)، 1992.[10]
- النشاط الصهيوني في الشرق العربي وصداه 1908–1918.
- مذكرات محسن البرازي 1947- 1949، 1994.
- الوطن العربي والنظام العالمي، 1994.
- مذكرات فوزي القاوقجي 1890–1977، بيروت، 1995.[11]

مقالات وأبحاث:
- فلسطين في سياسات البلاد العربية (1920–1984)، 1980.
- المخطوطات العربية في فلسطين، 1976.
- أمريكا والعرب: تطور السياسة الأمريكية في الوطن العربي: فترة ما بين الحربين، 1981.
- المذكرات والسير الذاتية كمصدر لتاريخ فلسطين في القرن العشرين، 2005.
- صفحة من شواغل الملك عبد العزيز بالقضية الفلسطينية: مؤتمر المائدة المستديرة في لندن 1357–1358هـ / 1939م، 1999.
- أحمد الشقيري بين المشروع الوطني الفلسطيني والمشروع القومي العربي، 2005.
- النشاط الصهيوني في الشرق العربي وصداه (1908–1918)، 1972.
- لمحات من الحياة التعليمية والثقافية في ظل حكومة فيصل في دمشق (1918–1920)، 1998.
- حياة ساطع الحصري: دروس وعبر، 1999.
- موقف مجلة (المقتطف) من المدنية الغربية أواخر الفترة العثمانية، 1998.